# 曼维莱尔
曼维莱尔（法語：Mainvillers）是法国摩泽尔省的一个市镇，属于布莱摩泽尔区（Boulay-Moselle）福尔屈埃蒙县（Faulquemont）。该市镇总面积6.7平方公里，2009年时的人口为270人。

## 人口
曼维莱尔人口变化图示